# M (альбом Myrkur)
M — первый полноформатный альбом проекта Myrkur. Был выпущен 21 августа 2015 года на лейбле Relapse Records.

## Список композиций
Слова и музыка всех песен — Myrkur, кроме «Byssan Lull» (народная).
| №                   | Название                      | Длительность |
| ------------------- | ----------------------------- | ------------ |
| 1.                  | «Skøgen skulle dø»            | 5:17         |
| 2.                  | «Hævnen»                      | 3:23         |
| 3.                  | «Onde børn»                   | 4:09         |
| 4.                  | «Vølvens spådom»              | 1:37         |
| 5.                  | «Jeg er guden, i er tjenerne» | 4:03         |
| 6.                  | «Nordlys»                     | 2:15         |
| 7.                  | «Mordet»                      | 3:41         |
| 8.                  | «Byssan lull»                 | 2:38         |
| 9.                  | «Dybt i skoven»               | 3:09         |
| 10.                 | «Skaði»                       | 4:29         |
| 11.                 | «Norn»                        | 2:17         |
| Общая длительность: | Общая длительность:           | 36:58        |

## Участники
Список приведён согласно странице альбома на Bandcamp.

### Myrkur
- Амалия Бруун — вокал, гитара, пианино, продюсирование

### Сессионные музыканты
- Teloch (Mayhem, Nidingr) — гитара, бас-гитара
- Øyvind Myrvoll (Nidingr) — ударные
- Ole-Henrik Moe — fiðla, хардингфеле, скрипка
- Ховард Йёргенсен — акустическая гитара
- Tone Reichelt — рожок
- Martin Taxt — туба
- Крис Эмотт (Arch Enemy) — дополнительная гитара (7)

### Продюсирование и оформление
- Кристофер «Garm» Рюгг (Ulver) — сведение, продюсирование
- Anders Møller — сведение
- Jaime Gomez Arellano — мастеринг
- Trine + Kim Design Studio — фото
- Orion Landau — оформление